# Forgotten Sweeties
Forgotten sweeties è un film del 1927, diretto da James Parrott con Charley Chase.
Il film fu distribuito il 10 aprile 1927.